# Burg Niederzier
Burg Niederzier ist eine Wasserburg in Niederzier, Kreis Düren in Nordrhein-Westfalen.
Ein jülichsches Ministerialgeschlecht, das jedenfalls von der Burg stammt, kommt seit dem 13. Jahrhundert vor, zuerst ein Heinrich von Zier im Jahre 1226, ein Kölner Chorbischof Conrad von Cirne im Jahre 1269 und andere. Ob die noch bis Mitte des 15. Jahrhunderts genannten Mitglieder der Familie von Zier damit zusammenhängen, lässt sich nicht mit Bestimmtheit feststellen.
Genauere Nachrichten über das Haus sind erst aus dem Anfang des 16. Jahrhunderts bekannt. Im Jahre 1526 verkauften Jakob und Maria Bock von Pattern ihren Anteil an Haus und Hof Niederzier dem Arnold von Hochsteden und seiner Frau Katharina Bock, ihrer Tante. Nach seinem Tod bei der Erstürmung von Düren im Jahre 1543 verkaufte die Witwe Niederzier an Katharina Bock geborene von Hatzfeld. Der gleichen Zeit gehören wohl auch noch die geringeren älteren Teile der Vorburg an.
Die Burg, die 1674 von den Franzosen niedergebrannt war, deren Herrenhaus im Jahre 1698 und deren Vorburg im Jahre 1765 neu errichtet wurden, blieb jedoch im Besitz der Familie von Hochsteden bis zum Tode der Gräfin Josina von Hochsteden im Jahre 1848, mit deren Vater Graf Ferdinand der Mannesstamm im Jahre 1793 erloschen war.
Bei der Teilung kam dann Niederzier zunächst für kurze Zeit an die Freiherren von Dalwigk und dann durch Kauf an die Familie Schmill.
Die Gemeinde Niederzier kaufte die Burg im Jahre 1921. Die Burg wurde durch die Kämpfe an der Rurfront am 11. Februar 1945 zerstört. Nach dem Zweiten Weltkrieg wurde sie wieder aufgebaut und im Jahre 1975 und 1976 erfolgte die Erweiterung der Burg als Verwaltungssitz.
Von der Vorburg gehören der Süd- und Ostflügel ganz der jüngeren Bauperiode an, schlichte, einfache Backsteinbauten, die Wirtschaftszwecken dienten. Einzig der Tordurchgang ist etwas reicher gestaltet. Den Torbogen krönt ein Flachgiebel, dessen Kartusche das Wappen Ferdinands von Hochsteden und seiner Gemahlin Isabella von Bourscheidt mit der Jahreszahl 1765 zeigt. Die Bauteile am Westflügel der Vorburg sind die ältesten Bauteile.
Burg Niederzier steht unter Denkmalschutz. Sie ist heute Sitz der Gemeindeverwaltung.